# Fundulopanchax deltaensis
Fundulopanchax deltaensis és una espècie de peix de la família dels aploquèilids i de l'ordre dels ciprinodontiformes. Es troba a Àfrica: delta del riu Níger.
Els mascles poden assolir els 8 cm de longitud total.